# Ernst Lubitsch
Ernst Lubitsch (Berlin, Német Császárság, 1892. január 29. – Los Angeles, Kalifornia, USA, 1947. november 30.) német színész és filmrendező, aki pályáját Németországban kezdte, majd az 1920-as évektől kivándorolt az Egyesült Államokba. Hollywoodban folytatta munkáját, először némafilmes rendezőként, majd (1928-tól) hangosfilmek készítőjeként. Jelentős rendezői alkotásai a „szalonkomédiák”, azaz kifinomult eszközökkel, finom humorral és elegáns stílusban készült filmvígjátékok, melyeknek jellegzetes sármját későbbi amerikai kritikusok gyakran a „Lubitsh Touch” (kb.: „Lubitsch-i szín, érintés, hatás” jelzővel jellemezték. Filmrendezői életművéért röviddel halála előtt megkapta az Akadémiai Életműdíjat (Academy Honorary Award) az amerikai Filmakadémiától.

## Élete

### Származása, tanulmányai
Askenázi zsidó családban született. Apja Simcha (Simon) Lubitsch női szabó, az Orosz Birodalom Visztula tartományából, Grodno városából származott (ma: Hrodna, Fehéroroszország). Anyja, Anna Lindenstaedt a brandenburgi Wriezenben született. Fiuk, Ernst a Sophien-Gymnasiumba járt, Berlin Mitte kerületében. Egyik osztálytársa Lothar Mendelsohn volt, aki később Lothar Mendes néven szintén filmrendező és forgatókönyvíró lett. Ernst Lubitsch először textilkereskedői szakmát tanult, majd színészi mesterséget tanult Max Reinhardtnál, a berlini Német Színház (Deutsches Theater Berlin) akkori igazgatójánál.

### Pályakezdése Németországban (1913–1921)
Kabarészínpadokon és kis kamaraszínházakban kezdet fellépéseit, majd 1911-ben a Német Színház társulatához szerződött. Első dokumentált filmszerepét a Deutsche Bioscop GmbH által forgatott Die ideale Gattin című némafilmben játékban kapta 1913-ban. Néhány évig velük állt szerződésben. Lubitsch maga is elkezdett filmeket rendezni, első rendezése az 1915-ös Blindekuh c. némafilm-vígjáték volt. Néha bevállalt egy-egy filmszerepet is. Először csak harsány, helyzetkomikumokra épülő filmkomédiákat (Slapstick) rendezett, majd 1919-től áttért komolyabb kosztümös kalandfilmekre és igényesebb vígjátékokra. Sok főszerepet adott Ossi Oswaldának, Emil Janningsnak és Pola Negrinek. Rendszeres forgatókönyvírója volt Hanns Kräly, kedvenc operatőrei Theodor Sparkuhl és Alfred Hansen. Díszleteit legtöbbször Kurt Richter tervezte és építette.
Két nagy kosztümös történelmi filmet forgatott még Németországban, az 1920-as Korona és vérpad: Boleyn Anna-t és az 1922-es A Fáraó hitvese-t. Mindkét film nagy nemzetközi sikert hozott. Lubitsch úgy ítélte, a továbblépéshez az amerikai filmipar pénze szükséges. Negri, Jannings és Lubitsch egymás után kiköltöztek Hollywoodba.

### Némafilmes pályája Hollywoodban (1922–1927)

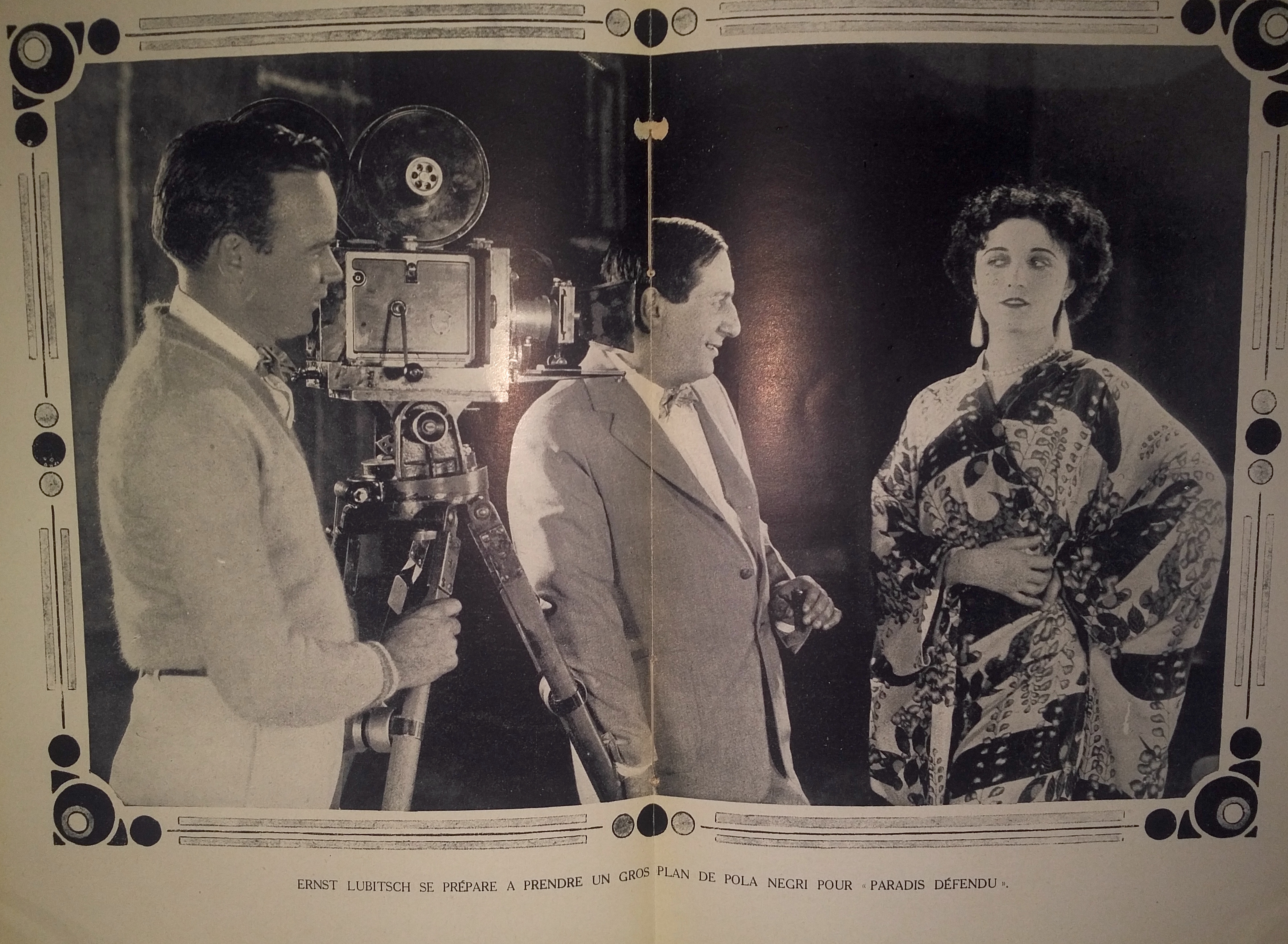
Lubitsch és Pola Negri A cárnő forgatásán (1924)

A nemzetközi hírű német filmrendezők közül Lubitsch volt az első, aki az Egyesült Államokba költözött. 
1922-ben Mary Pickford rávette Lubitschot, rendezze meg következő filmjét, mert szeretett volna kitörni addigi kislányos szerepeinek korlátaiból, és repertoárját komolyabb, felnőtt női karakter-szerepekkel bővíteni. Együttműködésük komoly konfliktusokba torkollott. Az első filmtervet, a Faustot Pickford lemondta, anyja sugallatára. Következő filmjénak, a Dorothy Vernon kosztümös történelmi románcnak forgatókönyvét Lubitsch utasította vissza. (A film 1924-ben Marshall Neilan és Mary Pickford közös rendezésében, Lubitsch közreműködése nélkül készült el.) Végül megegyeztek a Rosita film elkészítésében, amelyben Pickford egy spanyol mandolinjátékos leányt játszott, de tehetségének hiánya kiütközött. Az 1923-ban elkészült és bemutatott filmet mind a kritika, mind a közönség jól fogadta, ennek ellenére Pickford nem forgatott több filmet Lubitsch-csal.
Lubitsch viszont szerződést kapott a Warner Brothers filmgyártól, három éven át dolgozott velük, majd átment a Paramounthoz. Ezekben az években Lubitsch több elegáns környezetben játszódó, előkelő karaktereket felvonultató könnyed, romantikus történeteket és szalonkomédiákat készített, ilyen volt a Lady Windermere legyezője és a Csókolj újra!, mindkettőt 1925-ben mutatták be.
Történelmi némafilmeket is forgatott, az 1924-es A cárnőt, ismét Pola Negrivel, ezúttal Nagy Katalin cárnő szerepében, és az 1928-as Oroszország (The Patriot) című monumentális háborús filmet, mely az I. Pál cár Emil Jannings utolsó nagy amerikai filmsikere lett. A vígjátékgyártásban Lubitsch nem folytatta a helyzetkomikumra épülő „slapstick”-komédiák gyártásának hagyományát. Stúdiója sorban készítette a finom úri társaságban játszódó, elegáns stílusban beszélő szereplőkkel, gazdagon díszletezett Lubitsch-vígjátékokat, amelyek nem fejtették ki részletesen a cselekmény minden apró fordulatát, hanem sok kétértelmű részletre csak finoman utaltak, így fenntartva a nézők érdeklődését. A kritikusok ezt a stílust hamarosan a Lubitsch Touch jelzővel kezdték emlegetni. A korabeli amerikai színházi és filmvilág szigorú erkölcsi korlátai között Lubitschnak sikerült filmjeiben (akkori mércével mérve) merész és frivol fordulatokat elrejtenie, ügyes kétértelmű utalásokkal és jelzésekkel, anélkül, hogy közönségessé vált volna.

### Hangosfilm-rendező Hollywoodban (1928–1947)
1927-ben Irving Thalberg, az MGM alelnöke megbízta, hogy saját feleségével Norma Shearerrel a főszerepben forgassa a Diákéletet, egy nagyszabású történelmi románcot, Wilhelm Meyer-Förster Alt-Heidelberg című operettjéből. 1929-ben forgatta Örök szerelem c. romantikus kalandfilmjét Camilla Horn és John Barrymore főszereplésével. Ugyanebben az évben Hollywood legismertebb rendezője lett, a Királynő férje (The Love Parade) című zenés-táncos filmmusicallel, ahol Lubitsch bizonyította, hogy jól ért az új technika, a hangosfilm eszközeinek kreatív használatához. Az 1930-as Monte Carlóban olyan a hangtechnika legfrissebb vívmányait alkalmazta. Az 1931-es Mosolygó hadnagy átütő sikere, Maurice Chevalier-val és Claudette Colbert-rel a főszerepben, megmutatta, hogy a musical műfaja a közönség növekvő tetszésével találkozik.
Lubitsch kísérletei a drámai műfajban kevés sikert hoztak. 1932-ben bemutatott Megszakadt bölcsődal című háborús filmdrámáját, Nancy Carroll és Phillips Holmes főszereplésével. A történet egy férfiról szól, aki a háború után felkeresi egy általa megölt megölt ellenséges katona családját. Mind a kritika, mind a közönség elutasította, ezután Lubitsch csak vígjátékokat készített. 1932-es Becsületes megtaláló (Trouble in Paradise) és az 1933-as Mind a kettőt szeretem (Design for Living) romantikus vígjátékok műfajt teremtettek. Billy Wilder Lubitsch lelkes követője lett, forgatókönyveket írt számára. 1934-ben Lubitschot az MGM vezetői, Louis B. Mayer és Irving Thalberg felkérték, készítse el Lehár: A víg özvegy című operájának filmváltozatát. A két főszereplő Maurice Chevalier és Grace Moore lett volna, de Moore ragaszkodott ahhoz, hogy neve a plakátokon Chevalier előtt álljon. Az MGM ejtette őt, és Jeanette MacDonald kapta a női főszerepet. A Víg özvegy hatalmas kasszasikert hozott, bár a forgatás során Chevalier és MacDonald összevesztek, sértésekkel illették egymást, és ez lett utolsó közös szereplésük.
Lubitsch igyekezett Marlene Dietrichet, akinek karrierje ebben az időben megfeneklett, visszahozni a nézők kegyeibe. 1936-ban Dietrich és Gary Cooper főszereplésével leforgatta A vágy című romantikus vígjátékot, Robert A. Stemmle és Székely János: „Az aranjuezi szép napok” című színműve alapján, majd 1937-ben Dietrich és Herbert Marshall főszereplésével az Angyalt, Lengyel Menyhért azonos című novellájából. Mindkét film bukást hozott, az MGM szerződést bontott Dietrich-hel.
1936-ban Lubitsch egy időre a Paramount filmgyár gyártási igazgatója lett. 1938-ban átmant az MGM-hez, itt forgatta Ninocska c. filmvígjátékát, Greta Garbóval a főszerepben, Lengyel Menyhért forgatókönyve alapján. A film nagy kasszasiker lett, Garbót alakításáért Oscar-díjra jelölték. Egyik amerikai kritikusa szarkasztikusan így jellemezte a filmet: „Sztálinnak nem fog tetszeni” (Stalin won’t like it).
1938-ban Paul Kohner filmproducer-színészügynök kezdeményezésre Hollywoodban megalakult az Európai Filmalapítvány (European Film Fund, azzal a céllal, hogy az Európából érkező, nélkülöző filmeseket támogassa. A szervezet elnökévé Kohner Lubitschot nevezte ki, aki haláláig, 1947-ig betöltötte e tisztséget.

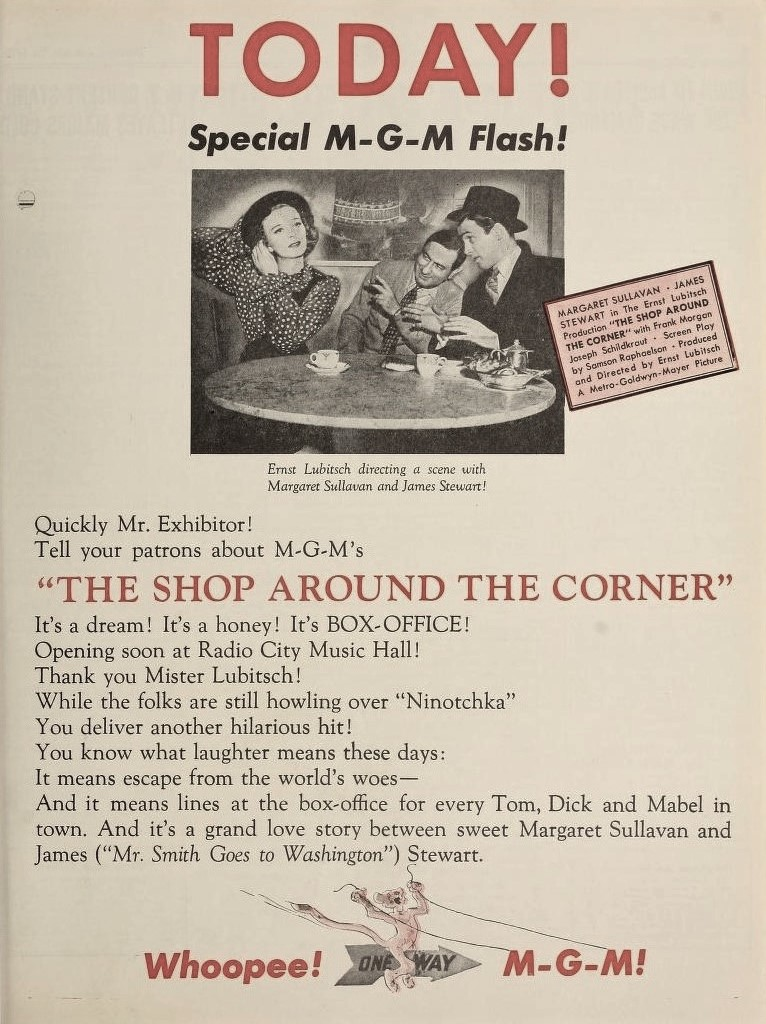
Margaret Sullivan, Lubitsch és James Stewart a Saroküzlet forgatásán (MGM-plakát, 1940)

A Saroküzlet című romantikus filmdráma a bemutatásakor, 1940-ben nem hozott sikert (ma már filmklassziusként tartják számon). Nem volt sikere 1941-ben, az Imádlak, de elválok című vígjátéknak sem, amelyben Merle Oberon játszotta a főszerepet. 1942-ben Lubitsch elkészítette talán legismertebb filmjét, a Lenni vagy nem lenni című háborús tragikomédiát, Carole Lombard, Jack Benny és Robert Stack főszereplésével. Ennek forgatókönyvét Lengyel Menyhért írta, saját Nem veszett el Lengyelország című színműve alapján. A náci propaganda hevesen támadta a művet, amely a németek ellen harcoló lengyel hazafiakkal szimpatizált. A forgatást tragédia kísérte, Carole Lombard, a női főszereplő röviddel a bemutató előtt repülőszerencsétlenség következtében életét vesztette.
1945-ben, az A Royal Scandal forgatási munkái során Lubitschot szívinfarktus érte, amelyből sosem épült fel teljesen. Az A Royal Scandal-t Otto Preminger fejezte be. 1946-ben elkészítette a Cluny Brown című szatírikus filmet, amelyben a világháború előtti Brit Birodalom társadalmának szokásait és erkölcseit tette nevetségessé. 1947 tavaszán az amerikai Filmakadémia Életműdíjat (Academy Honorary Award) adományozott neki filmkészítői életművéért, innovatív rendezői teljesítményéért.

### Magánélete
1922-ben Helena Sonnetet vette feleségül,de 1930-ban elváltak. 
1935. július 27-én Vivian Gaye (szül. Sanya Lilian Steinman, 1907–2010) angol színésznővel kötött házasságot, 1938-ban egy közös leányuk született, Nicola Lubitsch. A második világháború kitörésekor, 1939. szeptember 3-án az egyéves Nicola Lubitsch és nevelőnője, Consuela Strohmeier az SS Athenia utasszállító hajón utaztak, amikor azt egy német tengeralattjáró megtorpedózta. Úgy élték túl, hogy a kisgyereket Strohmeier addig tartotta tartotta víz fölé emelve, amíg a mentők meg nem érkeztek.

### Elhunyta

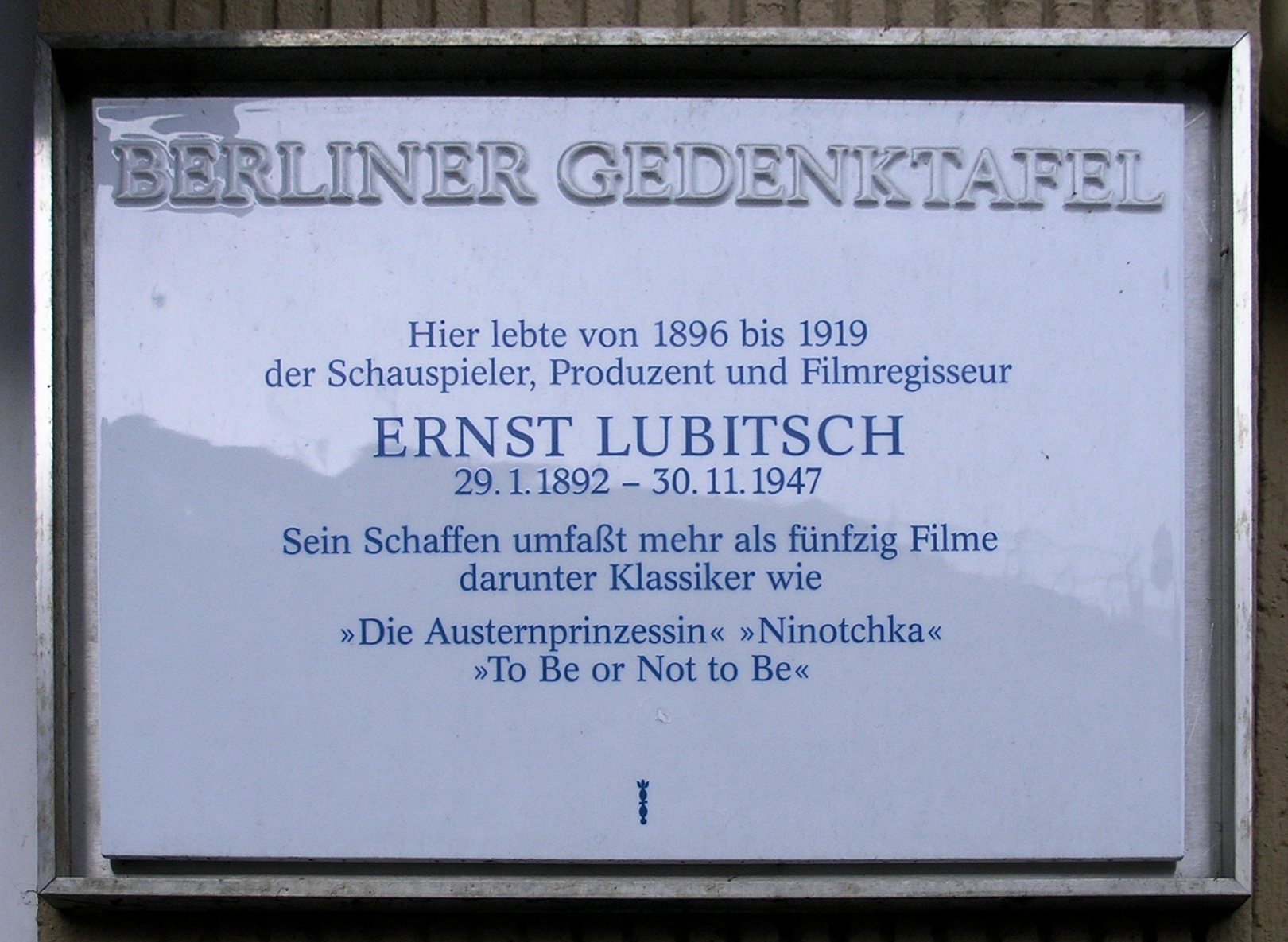
Emléktáblája a Schönhauser Allee 183. szám alatt, Berlin Prenzlauer Berg városrészében

1947. november 31-én Lubitschot Hollywoodban újabb, ezúttal halálos szívinfarktus érte. A kaliforniai Glendale városában, a Forest Lawn Memorial Park temetőjében helyezték örök nyugalomra. Utolsó filmjét, a That Lady in Ermine-t szintén Otto Preminger fejezte be.

## Elismerései, díjai
- Oscar-életműdíj (Academy Honorary Award), 1947-ben, az Amerikai Filmakadémiától
- Életművéért csillagot kapott a Hollywoodi hírességek sétányán és a 2011-ben a berlini Boulevard der Stars-on.
- Emlékezetére Billy Wilder kezdeményezésére 1958-ban Németországban megalapították az Ernst Lubitsch-díjat, melyet évente a legjobb vígjáték alkotójának adnak.

## Filmes munkái

### Filmszínészként
Németországban
- 1912: The Miracle; Herr Spielmann
- 1913: Die ideale Gattin; Krispin házasságközvetítő
- 1914: Die Firma heiratet; Moritz Abramowski / Siegmund Lachmann (tanuló)
- 1914: A velenczei éj (Eine venezianische Nacht);
- 1914: Der Stolz der Firma; Siegmund Lachmann
- 1915: Piccolo kisasszony (Fräulein Piccolo); Pinkeles
- 1915: Arme Maria - Eine Warenhausgeschichte; Moritz Rosenthal
- 1915: Robert és Bertram (Robert und Bertram, die lustigen Vagabunden); Max Edelstein
- 1916: Amikor halott voltam (Wo ist mein Schatz?); a férj
- 1916: Doktor Lucifer (Doktor Satansohn); Dr. Satansohn szerepében
- 1916: Heb-Ra cipőáruház (Schuhpalast Pinkus); Sally Pinkus
- 1916: Der schwarze Moritz; Moritz Apfelreis
- 1916: A tisztikar házasodik (Leutnant auf Befehl); ismeretlen karakter
- 1916: A tenorista r. t. (Der G.m.b.H. Tenor); Sally
- 1916: Das schönste Geschenk; egy imádó
- 1917: Bluzkirály (Der Blusenkönig); Sally Katz
- 1917: Bakfisnapló (Ossis Tagebuch); ismeretlen karakter
- 1917: Ha négyen ugyanazt cselekszik (Wenn vier dasselbe tun); névtelen szereplő
- 1917: Bergengócia ( Hans Trutz im Schlaraffenland); a Sátán-ördög
- 1917: A kedélyes fogház (Das fidele Gefängnis), ismeretlen karakter
- 1917: Serenissimus; Sami herceg
- 1918: Der Rodelkavalier, Sally Piner
- 1918: Der Fall Rosentopf, Sally
- 1919: Meyer aus Berlin; Sally Meyer
- 1919: A baba (Die Puppe); önmaga beszél a bevezetőben, mint a film rendezője
- 1920: Sumurun; Yeggar, a púpos

Az Egyesült Államokban
- 1940: Saroküzlet (The Shop Around the Corner); önmaga beszél a  bevezetőben, mint a film rendezője

### Filmrendezőként
Németországban
- 1923: Rosita
- 1923: Tüzek (Die Flamme)
- 1922: A Fáraó hitvese (Das Weib des Pharao)
- 1921: Az elvarázsolt fellegvár (Die Bergkatze)
- 1920: Korona és vérpad: Boleyn Anna (Anna Boleyn)
- 1920: Sumurun
- 1920: Romeo und Julia im Schnee
- 1920: Előbb a Hanna, aztán a Panna (Kohlhiesels Töchter)
- 1920: Die Wohnungsnot
- 1919: A baba (Die Puppe)
- 1919: Madame Dubarry
- 1919: Mámor (Rausch)
- 1919: Az osztrigás hercegnő (Die Austernprinzessin)
- 1919: Käsekönig Holländer
- 1919: Das Schwabemädle
- 1919: Meyer aus Berlin
- 1918: Fuhrmann Henschel
- 1918: Carmen
- 1918: Feleségem a moziprimadonna (Meine Frau, die Filmschauspielerin)
- 1918: Die Augen der Mumie Ma
- 1918: Könnyű a férfiaknak (Ich möchte kein Mann sein)
- 1818: A kis balettpatkány (Das Mädel vom Ballet)
- 1918: Der Fall Rosentopf
- 1918: Der Rodelkavalier
- 1917: Serenissimus
- 1917: A kedélyes fogház (Das fidele Gefängnis)
- 1917: Ha négyen ugyanazt cselekszik (Wenn vier dasselbe tun)
- 1917: Bakfisnapló (Ossis Tagebuch)
- 1917: Bluzkirály (Der Blusenkönig)
- 1916: A tenorista r. t. (Der G.m.b.H. Tenor)
- 1916: Heb-Ra cipőáruház (Schuhpalast Pinkus)
- 1916: Amikor halott voltam (Wo ist mein Schatz?)

Az Egyesült Államokban
- 1948: That Lady in Ermine
- 1946: Cluny Brown
- 1945: A Royal Scandal
- 1943: Ép testben épp, hogy élek (Heaven Can Wait)
- 1943: The Meanest Man in the World
- 1942: Lenni vagy nem lenni (To Be or Not to Be)
- 1941: Imádlak, de elválok (That Uncertain Feeling)
- 1940: Saroküzlet (The Shop Around the Corner)
- 1939: Ninocska (Ninotchka)
- 1938: Kékszakáll nyolcadik felesége (Bluebeard’s Eighth Wife)
- 1937: Angyal (film) (Angel)
- 1935: La Veuve joyeuse
- 1934: A víg özvegy (The Merry Widow)
- 1933: Mind a kettőt szeretem (Design for Living)
- 1932: Ha volna egy millióm (If I Had a Million)
- 1932: Becsületes megtaláló (Trouble in Paradise)
- 1932: Egy édes légyott (One Hour with You)
- 1932: Megszakadt bölcsődal (Broken Lullaby)
- 1931: A mosolygó hadnagy (The Smiling Lieutenant)
- 1930: Monte Carlo
- 1930: Paramount Parádé (Paramount on Parade)
- 1930: Csavargó Király (The Vagabond King)
- 1929: Királynő férje (The Love Parade)
- 1929: Örök szerelem (Eternal Love)
- 1928: Oroszország (The Patriot)
- 1927: Diákélet (The Student Prince in Old Heidelberg)
- 1926: Különös nászutazás (The Honeymoon Express)
- 1926: Ez Páris! (So This Is Paris)
- 1925: Lady Windermere legyezője (Lady Windermere’s Fan)
- 1925: Csókolj újra! (Kiss Me Again)
- 1924: A cárnő (Forbidden Paradise)
- 1924: Három szerelmes szép asszony (Three Women)
- 1924: Kvittek vagyunk[16] (The Marriage Circle)

## További információ
- Hivatalos oldal
- Ernst Lubitsch a PORT.hu-n (magyarul)
- Ernst Lubitsch az Internetes Szinkronadatbázisban (magyarul)
- Ernst Lubitsch az Internet Movie Database-ben (angolul)
- Ernst Lubitsch a Rotten Tomatoeson (angolul)
- Ernst Lubitsch az AlloCiné weboldalán (franciául)